# Herbert Jüttemann
Herbert Jüttemann (* 21. Januar 1930 in Mülheim an der Ruhr; † 16. April 2022 in Karlsruhe) war ein deutscher Ingenieur und Technikhistoriker, Mühlenforscher und Spezialist für historische mechanische Werke.

## Leben
Nach dem Studium der Elektrotechnik an der Technischen Hochschule Aachen übersiedelte er nach Karlsruhe und entdeckte sein Interesse für die technische Seite der Volkskunde. 1982 promovierte er zum Dr. Ing. an der Technischen Universität Karlsruhe mit einer Arbeit über Wasserbetriebene Sägewerke im Schwarzwald vor 1850.
Er befasste sich außerdem intensiv mit den im Schwarzwald hergestellten Uhren, Dreh- und Jahrmarktorgeln, mit Orchestrien und Phonogeräten sowie den daraus erwachsenen Industrien. Er veröffentlichte zahlreiche Bücher und Artikel über seine Forschungen, die zum Teil bahnbrechend waren. Er war sowohl auf dem Gebiet der mechanischen Musikinstrumente als auch der historischen Mühlen ein bedeutender Forscher, dessen Fachwissen von der Denkmalpflege, den Museen und der Sammlerwelt sehr geschätzt wurde.

## Auszeichnungen
- 1999 erhielt Jüttemann die Verdienstmedaille des Landes Baden-Württemberg.
- Im Jahre 2000 erhielt Jüttemann den Quirin David Bowers Literary Award für hervorragende literarische Leistungen auf dem Gebiet der automatischen Musik.
- 2007 wurde Jüttemann mit dem Bundesverdienstkreuz am Bande ausgezeichnet.

## Werke
- Elektrotechnische Grundlagen für das Messen und Regeln. Düsseldorf 1966.
- Grundlagen der Elektrotechnik. Düsseldorf 1971.
- Einführung in das elektrische Messen nichtelektrischer Größen. 2. Aufl., Düsseldorf 1988. ISBN 3-18-400789-8 (1. Aufl. 1974)
- Automatische Warentransportanlagen für Krankenhäuser. Stuttgart 1976. ISBN 3-17-002634-8
- Wärme- und Kälterückgewinnung in raumlufttechnischen Anlagen. 5. Aufl., Düsseldorf 2001, ISBN 3-8041-2233-7 (1. Aufl. 1977)
- Phonographen und Grammophone. 4. Aufl., Dessau-Roßlau 2008. ISBN 978-3-939197-17-1 (1. Aufl. 1979).
- Elektrisch heizen und klimatisieren. 2. Aufl. 1979, ISBN 3-18-400441-4 (1. Aufl. 1973).
- Wärmepumpen. Bd. 3: Anwendungen der Gas- und Dieselwärmepumpe. Karlsruhe 1981. ISBN 3-7880-7121-4
- Alte Bauernsägen im Schwarzwald und in den Alpenländern. Karlsruhe 1984. ISBN 3-7650-9020-4
- Schwarzwaldmühlen. Karlsruhe 1985. ISBN 3-7650-9022-0
- Mechanische Musikinstrumente. 1. Aufl. Frankfurt 1987. 2. Aufl. Köln 2010. ISBN 978-3-936655-65-0
- Bauernmühlen im Schwarzwald. Herausgegeben vom Landesmuseum für Technik und Arbeit in Mannheim. Stuttgart 1990. ISBN 3-8062-0537-X
- Schwarzwälder Uhren. Karlsruhe 1991. ISBN 3-89735-362-8
- Schwarzwälder Flötenuhren. Waldkirch 1991. ISBN 978-3-87407-933-4
- Waldkircher Dreh- und Jahrmarkt-Orgeln. 2. Aufl., Lahr 2007. ISBN 978-3-7806-7237-7 (1. Aufl. 1993).
- Das Tefifon sowie Rundfunk- und Fernseh-Geräte der Firma Tefi. 3. Aufl., Dessau-Roßlau 2008. ISBN 978-3-936124-82-8 (1. Aufl. 1995).
- Figurenuhren aus dem Schwarzwald. Waldkirch, 1998. ISBN 3-7806-7325-8
- Die Schwarzwalduhr. 5. völlig neu bearbeitete Auflage. Königswinter 2018. ISBN 3-95843794-X (1. Aufl. 1972).
- Waldkirch Street- and Fairground Organs. Rufforth, York (England) 2002. Übersetzt und herausgegeben von Andrew Pilmer. ISBN 3-7806-7249-9
- Orchestrien aus dem Schwarzwald. Bergkirchen 2004. ISBN 3-932275-84-5
- Figuren-Drehorgeln von Ignaz Bruder und seinen Nachkommen. Waldkirch 2005. ISBN 3-7806-7240-5
- Ignaz Blasius Bruder – Schwarzwälder Drehorgelbau seit 1806. Karlsruhe 2006. ISBN 3-88190-431-X
- Herbert Jüttemann und Rainer Kern: Schwarzwalduhren mit geprägten Messingschildern. Offenburg 2008.
- Herbert Jüttemann und Rainer Kern: Schwarzwalduhren mit Porzellanschildern. Offenburg 2009.
- Hölzerne Wasserräder. Herstellung – Restauration – Dokumentation. Detmold 2017. ISBN 978-3-87696155-2